# Solar de Alvega
O Solar de Alvega, ou Quinta de Santo António, está localizado na Aldeia de Alvega, e trata-se de uma antiga propriedade senhorial e quinta agrícola, que foi mandada construir pelo Conde Caldeira de Mendanha, no século XVII e foi, recentemente, aproveitada para Turismo de habitação.